# Dræby Fed
Dræby Fed är en halvö på Fyn i Danmark.   Den ligger i Kerteminde kommun i Region Syddanmark, i den centrala delen av landet, 130 km väster om Köpenhamn.